# Stylidium elongatum
Stylidium elongatum este o specie de plante dicotiledonate din genul Stylidium, familia Stylidiaceae, ordinul Asterales, descrisă de George Bentham. Conform Catalogue of Life specia Stylidium elongatum nu are subspecii cunoscute.